# Lövbrunna
Lövbrunna är ett glesbebyggt villaområde i kommundelen Broby, Täby kommun, mellan Vallatorp och Bergtorpsvägen med en tillbyggnadsplan på cirka 125 bostäder. Om man ser in mot området från Täbyvägen så finns där ett antal hus men ser mer ut som ett nybyggt lantområde. 
Detaljplanen lämnar även plats för en förskola samt ett antal arbetsplatser längs Bergtorpsvägen. 2003, innan husen byggdes i Lövbrunna, genomfördes en arkeologisk utredning av Lövbrunna. Då upptäckte man stenröjda områden som tolkades som fossila åkermarker. Dessutom hittades boplatslämningar från yngre bronsåldern och från äldre järnåldern.